# My Windows Phone
 (septembre 2020).
Si vous disposez d'ouvrages ou d'articles de référence ou si vous connaissez des sites web de qualité traitant du thème abordé ici, merci de compléter l'article en donnant les références utiles à sa vérifiabilité et en les liant à la section « Notes et références ».
My Windows Phone (anciennement Windows Phone Live) est un gratuiciel en ligne pour service mobile Windows Phone, conçu par Microsoft. Le service, mis en ligne dès la sortie du Windows Phone 7 le 21 octobre 2010, permet aux utilisateurs de garder le contact avec d'autres utilisateurs, d'accéder à des événements sur calendrier et le partage de photos, en plus d'autres services Windows Live intégrés comme Windows Live Contacts, Windows Live Calendar et Windows Live SkyDrive. Les utilisateurs peuvent accéder à leurs données stockées dans les services Windows Phone à l'aide d'un mot de passe sur Windows Live ID. My Windows Phone inclut également le service Find My Phone permettant de tracer un téléphone (ou message) perdu ou volé par le biais d'Internet.